# Джигда
Джигда́ — село на реке Мая в Аяно-Майском районе Хабаровского края, в 224 км от райцентра Аян.

## География
Джигда стоит на реке Мая, примерно в 40 км к югу от села Нелькан.

## Население
| 1992 | 2002 | 2010 | 2011 | 2012 | 2013 | 2014 |
| ---- | ---- | ---- | ---- | ---- | ---- | ---- |
| 432  | ↘402 | ↘264 | ↘263 | ↘250 | ↘243 | ↘229 |
| 2015 | 2016 | 2017 | 2018 | 2019 | 2020 | 2021 |
| ↘217 | ↘213 | ↗217 | ↘212 | ↗220 | ↗233 | ↘220 |

## Экономика
Участок Нельканского предприятия жилищно-коммунального хозяйства. Отделение связи, фельдшерско-акушерский пункт, школа, детсад-ясли, библиотека, дом культуры, сельская администрация.

## Связь
Работает сотовая связь (Мегафон).